# Akakor
Akakor est le nom d'une ancienne ville souterraine mythologique située quelque part entre le Brésil, la Bolivie et le Pérou.
Elle a été décrite par le journaliste allemand Karl Brugger dans son livre La Chronique d'Akakor (1976). Celui-ci s'est basé sur ses entretiens avec le chef indien brésilien auto-proclamé Tatunca Nara. Bien que Brugger ait été apparemment convaincu, l'information n'a qu'une unique source (Tatunca Nara). Plus tard, le militant et aventurier Rüdiger Nehberg a révélé que Tatunca Nara n'était autre que Günther Hauck, un Allemand.
Certains éléments de La Chronique d'Akakor ont été utilisés dans le scénario du film Indiana Jones et le Royaume du Crâne de Cristal, où ils ont été entremêlés avec des éléments provenant de la légende d'El Dorado, bien que seule "Akator" soit nommée.